# Polytechnische Schule Prutz
Die Polytechnische Schule Prutz ist eine Polytechnische Schule in Ried im Oberinntal an der Gemeindegrenze zu Prutz.
Die Polytechnische Schule Prutz hat zwei Klassen der 9. Schulstufe mit 44 Schülern (Stand: 2014/15).

## Geschichte
Der Polytechnische Lehrgang Prutz (frühere Bezeichnung) wurde im September 1966 gegründet. 
Der Schulsprengel bestand wie heute aus 14 Gemeinden des Oberen Gerichtes.
Es wurden 2 Klassen eröffnet mit 71 Schülern, 40 Knaben und 31 Mädchen eröffnet.
Die Schule war, wie die damalige Hauptschule, in den Räumlichkeiten der Volksschule Prutz untergebracht und organisatorisch an die Hauptschule angeschlossen.
Im Jahr 1967/1968 errichteten die Gemeinden Pfunds, Nauders und Spiss einen eigenen Polytechnischen Lehrgang.
1969/1970 wurde eine Klasse mit 29 Schülern unterrichtet.
1970/1971 wurde der Schulbetrieb im neuen Schulgebäude der HS Prutz/Ried geführt.
Der Polytechnische Lehrgang wird im Jahr 1975/1976 wieder einklassig geführt.
Seit 1978/1979 wird der Polytechnische Lehrgang als selbständige Schule geführt.
Bisherige Direktoren
- Engelbert Gitterle (Urgen)
- Josef Mair (Faggen)
- Heinz Gunsch (Pfunds)
- Wolfgang Freina (Landeck)
- Hubert Stadlwieser (Ried i.O.)

## Pädagogische Arbeit, Ausstattung und Angebote
Im Jahr 2013 wurde die Schule mit dem Anerkennungspreis zum Österreichischen Schulpreis ausgezeichnet. 2014 erhielt sie den PTS-Förderpreis und 2016 den PTS Projektpreis.